# Jokijärvi (sjö i Södra Österbotten)
Jokijärvi är en sjö i Finland. Den ligger i kommunen Soini i landskapet Södra Österbotten, i den centrala delen av landet, 290 km norr om huvudstaden Helsingfors. Jokijärvi ligger 202,9 meter över havet. Den är 2,7 meter djup. Arean är 89,5 hektar och strandlinjen är 5,88 kilometer lång. Sjön  ingår i Kymmene älvs huvudavrinningsområde.   I omgivningarna runt Jokijärvi växer i huvudsak blandskog.